# Promised Land (chanson de Chuck Berry)

Promised Land est une chanson de Chuck Berry, enregistrée en 1964 sur l'album St. Louis to Liverpool.
Elle fait partie de ses succès et a été reprise par de nombreux artistes comme Elvis Presley ou Grateful Dead.

## Origine
Promised Land est basée sur la mélodie de la chanson folk américaine Wabash Cannonball (en).

## Reprises
Promised Land a été reprise de nombreuses fois par des artistes divers.
- En 1964, Johnny Rivers l'enregistre sur son premier album studio In Action! (en)[1].
- Le groupe Grateful Dead l'a interprétée à plus de 400 reprises d'avril 1971 à 1995, et la chanson est présente sur plusieurs dizaines de leurs albums live[2].
- En décembre 1973, Elvis Presley enregistre une version de la chanson, qui sort en single le 27 septembre 1974, et est incluse dans l'album du même nom en 1975.
- En 1975, elle a été transcrite en français pour Johnny Hallyday (sur l'album La Terre promise), et Eddy Mitchell écrit à sa façon Une Terre Promise la même année (sur l'album Made in USA).
- En 2009 le groupe de heavy metal WASP présente sa version de la chanson sur l'album Babylon.